# 1912 en football
Cet article présente les faits marquants de l'année 1912 en football.

## Janvier
- 28 janvier : à Saint-Ouen, la France et la Belgique font match nul 1-1.

## Février
- 10 février : à Dublin, l'Angleterre bat l'Irlande 6-1.
- 17 février : match inter-ligues à Middlesbrough opposant une sélection du championnat d'Angleterre de la Southern League à une sélection du championnat d'Angleterre de la League. Les "Nordistes" s'imposent 2-0 devant 25000 spectateurs.
- 20 février : à Anvers, la Belgique bat la Suisse 9-2.
- 25 février : à Avellaneda, l'Argentine bat l'Uruguay 2-0.

## Mars
- 2 mars : à Tynecastle, l'Écosse s'impose sur le pays de Galles 1-0.
- 10 mars : à Anvers, les Pays-Bas s'imposent sur la Belgique 2-1.
- 11 mars : à Wrexham, l'Angleterre s'impose sur le pays de Galles 2-0.
- 16 mars : à Belfast, l'Écosse s'impose sur l'Irlande 4-1.
- 17 mars : première victoire de l'équipe de France de football en Italie face à l'Italie (4-3), grâce notamment à un triplé d'Eugène Maës.
- 23 mars : à Glasgow, l'Écosse et l'Angleterre et font match nul 1-1.
- 24 mars : à Zwolle, les Pays-Bas et l'Allemagne font match nul 5-5.
- 31 mars : à Bordeaux, le CA Vitry est champion de France FCAF en s'imposant en finale nationale face aux Bordelais de la VGA Médoc.
- Blackburn Rovers champion d’Angleterre.
- Glasgow Rangers est champion d'Écosse.
- Glentoran FAC est champion d'Irlande.

## Avril
- 6 avril : Celtic FC gagne la Coupe d’Écosse en s’imposant en finale face à Clyde FC, 2-0[1].
- 7 avril : FC Barcelone remporte la Coupe d’Espagne face au Sociedad Gimnástica Española Madrid, 2-0.
- 8 avril : à Bruxelles, l'Angleterre (Amateurs) s'impose sur la Belgique 2-1.
- 8 avril : à Cardiff, Cardiff City AFC et Pontypridd FC font match nul 0-0 en finale de la Coupe du pays de Galles. Match à rejouer.
- Daring champion de Belgique.
- 13 avril : à Cardiff, l'Irlande s'impose sur le pays de Galles 3-2.
- 14 avril : à Budapest, la Hongrie et l'Allemagne font match nul 4-4.
- 18 avril : à Wrexham, Cardiff City AFC remporte la Coupe du pays de Galles en s'imposant 3-0 sur Pontypridd FC.
- 20 avril : Barnsley FC et West Bromwich Albion font match nul 0-0 en finale de la Coupe d’Angleterre.
- 24 avril : Barnsley FC remporte la Coupe d’Angleterre face à West Bromwich Albion, 1-0.
- 27 avril : à Bordeaux, l'Étoile des Deux Lacs est champion de France FGSPF en s'imposant en finale nationale face aux Bordelais l'AS Bordeaux, 6-2.
- 27 avril : à Colombes, le Stade raphaëlois est champion de France USFSA en s'imposant en finale nationale face aux Parisiens de l'AS Française, 2-1.

- 28 avril : à Dordecht, les Pays-Bas s'imposent sur la Belgique 4-3.
- 29 avril : en Roumanie, United AC Ploiești remporte la Cupa Hans Herzog, compétition débutée le 2 mars 1912 mettant aux prises quatre clubs roumains sous forme de championnat.

## Mai
- 4 mai : à Londres (White Hart Lane), Blackburn Rovers remporte le Charity Shield face à Queens Park Rangers FC, 2-1.
- 5 mai : Pro Vercelli champion d’Italie.
- L'Union Sportive est champion du Luxembourg.
- 5 mai : à Vienne, l'Autriche et la Hongrie font match nul 1-1.
- 5 mai : à Saint-Gall, l'Allemagne s'impose sur la Suisse 2-1.
- 13 mai : à Saint-Pétersbourg, les sélections de Saint-Pétersbourg et de Moscou font match nul 2-2.
- 26 mai : Holstein Kiel est champion d’Allemagne en s'imposant en finale nationale face à Karlsruher SC.
- 26 mai : Sparta Rotterdam est champion des Pays-Bas.

## Juin
- 2 juin : le FC Aarau remporte le Championnat de Suisse en s'imposant en finale nationale face au Servette FC.
- 2 juin : à Arcueil, l'Étoile des Deux Lacs est champion de France CFI en remportant le Trophée de France face au Red Star, 3-1.

- 3 juin : Unitas Saint-Pétersbourg remporte la Coupe de Saint-Pétersbourg en s'imposant en finale 3-2 face au FC Kolomjagi.
- 16 juin : à Kristiana, la Suède s'impose sur la Norvège 2-1.
- 20 juin : à Göteborg, la Suède et la Hongrie font match nul 2-2.
- 27 juin : à Stockholm, la Suède et la Hongrie font match nul 2-2.
- 23 juin : Rapid de Vienne remporte le premier championnat d'Autriche lors de l'ultime journée du calendrier.
- 27 juin : à Stockholm, la Suède s'impose sur la Finlande 7-1.
- 30 juin : à Zurich, Young Boys de Berne remporte la Coupe de Suisse face au FC Stella Fribourg, 4-0.

## Juillet
- 2 juillet : Fotboltafélag Reykjavikur est le premier champion d'Islande au terme d'une compétition débutée le 28 juin et impliquant trois clubs.
- 4 juillet : à Stockholm, la Grande-Bretagne réitère sa performance victorieuse de 1908 aux Jeux olympiques en s'imposant en finale contre le Danemark 4-2. Les Pays-Bas obtiennent la médaille de bronze.
- Reforma AC champion du Mexique
- 12 juillet : en Russie, la Hongrie s'impose sur la Russie 9-0.
- 14 juillet : en Russie, la Hongrie s'impose sur la Russie 12-0.
- 21 juillet : à Winnipeg, Fort William CPR remporte le People's Shield en s'imposant en finale face à Lethbridge Miners, 3-0.
- RV Union Rīga champion de Rīga (Lettonie).
- KSO Moscou est champion de Moscou (Russie).

## Août
- 15 août : à Montevideo, l'Uruguay bat l'Argentine 2-0.
- 25 août : à Montevideo, l'Uruguay bat l'Argentine 3-0.

## Septembre
- 23 septembre : à Moscou, les sélections de Saint-Pétersbourg et de Moscou font match nul 2-2 devant 3000 spectateurs. Six joueurs anglais dans l'équipe de Moscou ; deux Anglais et un Allemand dans celle de Saint-Pétersbourg.
- 30 septembre : match inter-ligues à Manchester opposant une sélection du championnat d'Angleterre de la Southern League à une sélection du championnat d'Angleterre de la League. Les "Nordistes" s'imposent 2-1 devant 10000 spectateurs.

## Octobre
- 6 octobre : à Copenhague, le Danemark s'impose sur l'Allemagne 3-1.
- 6 octobre : à Avellaneda, l'Argentine et l'Uruguay font match nul 3-3.
- 7 octobre : à Moscou, la sélection de Saint-Pétersbourg s'impose sur celle de Moscou 4-1 devant 6000 spectateurs. Huit joueurs anglais dans l'équipe de Moscou ; deux Anglais et un Allemand dans celle de Saint-Pétersbourg.
- 12 octobre : Rovers Athletic Club La Habana est sacré premier champion de Cuba.
- 13 octobre : Quilmes est champion d'Argentine de la nouvelle ligue, AAF.
- 13 octobre : IF Fram Larvik remporte la Coupe de Norvège en s'imposant en finale face à Mercantile Ski og FK Kristiana, 2-1.
- 14 octobre : match inter-ligues à Manchester opposant une sélection du championnat d'Angleterre de la Southern League à une sélection du championnat d'Écosse. Les Anglais s'imposent 1-0 devant 15000 spectateurs.
- 23 octobre : match inter-ligues à Belfast opposant une sélection du championnat d'Angleterre de la League à une sélection du championnat d'Irlande. Les deux formations font match nul 0-0 devant 11500 spectateurs.
- 27 octobre : Americano-SP champion de l'État de Sao Paulo (Brésil).

## Novembre
- 3 novembre : à Budapest, la Hongrie s'impose sur l'Autriche 4-0.
- 3 novembre : à Göteborg, la Suède bat la Norvège 4-2.
- 4 novembre : Unitas Saint-Pétersbourg champion de Saint-Pétersbourg dans un championnat réunissant huit clubs de la ville.
- 9 novembre : à Swindon, l'Angleterre (Amateurs) s'impose sur la Belgique 4-0.
- 17 novembre : à Leipzig, l'Allemagne bat les Pays-Bas 3-2.
- 23 novembre : match inter-ligues à Belfast opposant une sélection du championnat d'Irlande à une sélection du championnat d'Écosse. Les Écossais s'imposent 3-1 devant 11500 spectateurs.

## Décembre
- 1er décembre : à Montevideo, l'Argentine bat l'Uruguay 3-1.
- 22 décembre : à Gênes, l'Autriche s'impose sur l'Italie 3-1.
- 22 décembre : Porteno et Independiente se rencontrent en match de barrage afin de désigner le champion d'Argentine 1912. La partie est arrêtée à la 87e minute sur un score nul de 1-1 à la suite de l'abandon de plusieurs joueurs d'Independiente protestant contre l'annulation d'un but… Le reste du match est programmé le lendemain.
- 23 décembre : suite du match de barrage opposant Porteno et Independiente afin de désigner le champion d'Argentine 1912. Independiente ne se présente pas ; Porteno est sacré champion.

## Naissances
Plus d'informations : Liste de personnalités du football nées en 1912.
- 15 février : Pietro Ferraris, footballeur italien.
- 26 février : Iuliu Bodola, footballeur roumain.
- 1er mars : Mario Genta, footballeur italien.
- 14 mars : Clifford Bastin, footballeur anglais.
- 15 mars : Lauro Amadò, footballeur suisse.
- 16 mars : José Iraragorri, footballeur espagnol.
- 21 mars : Waldyr, footballeur brésilien.
- 24 mars : Oskar Rohr, footballeur allemand.
- 14 avril : Arne Brustad, footballeur norvégien.
- 15 avril : Georges Beaucourt, footballeur français.
- 16 mai : Alfred Aston, footballeur français.
- 20 mai : Nereo Rocco, entraîneur italien.
- 25 mai : Isidro Lángara, footballeur espagnol.
- 30 mai : Roger Courtois, footballeur français.
- 5 juin : Roland Schmitt, footballeur français.
- 8 juillet : Aimé Nuic, footballeur français.
- 3 août : Otto Siffling, footballeur allemand.
- 5 août : Jacques Delannoy, footballeur français.
- 16 août : Edward Drake, footballeur anglais.
- 6 septembre : Michele Andreolo, footballeur uruguayen naturalisé italien.
- 16 septembre : György Sárosi, footballeur hongrois.
- 20 septembre : Edmond Novicki, footballeur français.
- 28 septembre : Édouard Wawrzeniak, footballeur français.
- 14 octobre : Istvan Lukacs, footballeur hongrois naturalisé français.
- 25 octobre : Abdelkader Ben Bouali, footballeur français.
- 19 novembre : Domingos da Guia, footballeur brésilien.
- 21 décembre : Mario Zatelli, entraîneur français.
- Georges Janin, footballeur français.

## Décès
- Charles Bilot, footballeur français.